# La Mina, Chiapas
La Mina är en ort i Mexiko.   Den ligger i kommunen Motozintla och delstaten Chiapas, i den sydöstra delen av landet, 900 km sydost om huvudstaden Mexico City. La Mina ligger 2 248 meter över havet och antalet invånare är 190.
Terrängen runt La Mina är bergig åt nordost, men åt sydväst är den kuperad. Runt La Mina är det ganska tätbefolkat, med 78 invånare per kvadratkilometer. Närmaste större samhälle är Motozintla de Mendoza, 4,4 km sydost om La Mina. Omgivningarna runt La Mina är en mosaik av jordbruksmark och naturlig växtlighet.